# ألكسيس مارتينيز
ألكسيس مارتينيز (بالإسبانية: Alexis Martínez)‏ هي لاعبة رماية مكسيكية، ولدت في 19 مايو 1991.

## وصلات خارجية
- ألكسيس مارتينيز على موقع أوليمبيديا (الإنجليزية)